# The Beacon (Portlandi Egyetem)
A The Beacon (korábban The Columbiad) a Portlandi Egyetem hallgatói által szerkesztett, csütörtökönként megjelenő hetilap. A mai nevét 1935-ben felvevő újság a College Publisher Network tagja.

## Története
Az iskolát 1935. február 15-éig Columbia Egyetemnek hívták, a névváltoztatáskor pályázatot írtak ki az újság nevére; Alan Kennedy ötletéért három dollár jutalmat kapott. A lap mai nevét 1935. április 12-én vette fel.
1999-ben az Oregoni Újságkiadók Szövetsége a legjobb cikkek és legjobb fotók kategóriájában többször is kitüntette, emellett 2000-ben díjat nyert a legjobb címekért. 2001-ben kiválóságdíjat kapott, 2002-ben pedig kitüntették a fotók miatt. 2003-ban öt, 2004-ben pedig négy kategóriában lett első helyezett. 2005-ben a második legjobb újságnak választották, 2006-ban pedig a legjobb vezércikkért és hirdetéseiért tüntették ki.
2007-ben két kategóriában lett első helyezett, 2008-ban pedig kiválóságdíjat nyert. 2009 márciusában egy hallgató öngyilkosságáról szóló cikket az intézmény vezetése a család érzelmeire hivatkozva eltávolíttatott, amely vitákhoz vezetett. A közlemény egy héttel később más címmel jelent meg.
2015-ben az Egyetemi Médiaszövetség az ötezernél kisebb példányszámú lapok kategóriájában Alma-díjjal tüntette ki.

## Terjesztése
Az újságnak öt rovata (hírek, életmód, véleménycikkek, hitélet és sport) van. Székhelye a Szűz Mária Hallgatói Központban található. Az 1700 példányszámban terjesztett lap kiadója az egyetem rektora.

## Fordítás
- Ez a szócikk részben vagy egészben  a   The Beacon (University of Portland) című angol Wikipédia-szócikk ezen változatának fordításán alapul.  Az eredeti cikk szerkesztőit annak laptörténete sorolja fel. Ez a jelzés csupán a megfogalmazás eredetét és a szerzői jogokat jelzi, nem szolgál a cikkben szereplő információk forrásmegjelöléseként.